# Osthafen

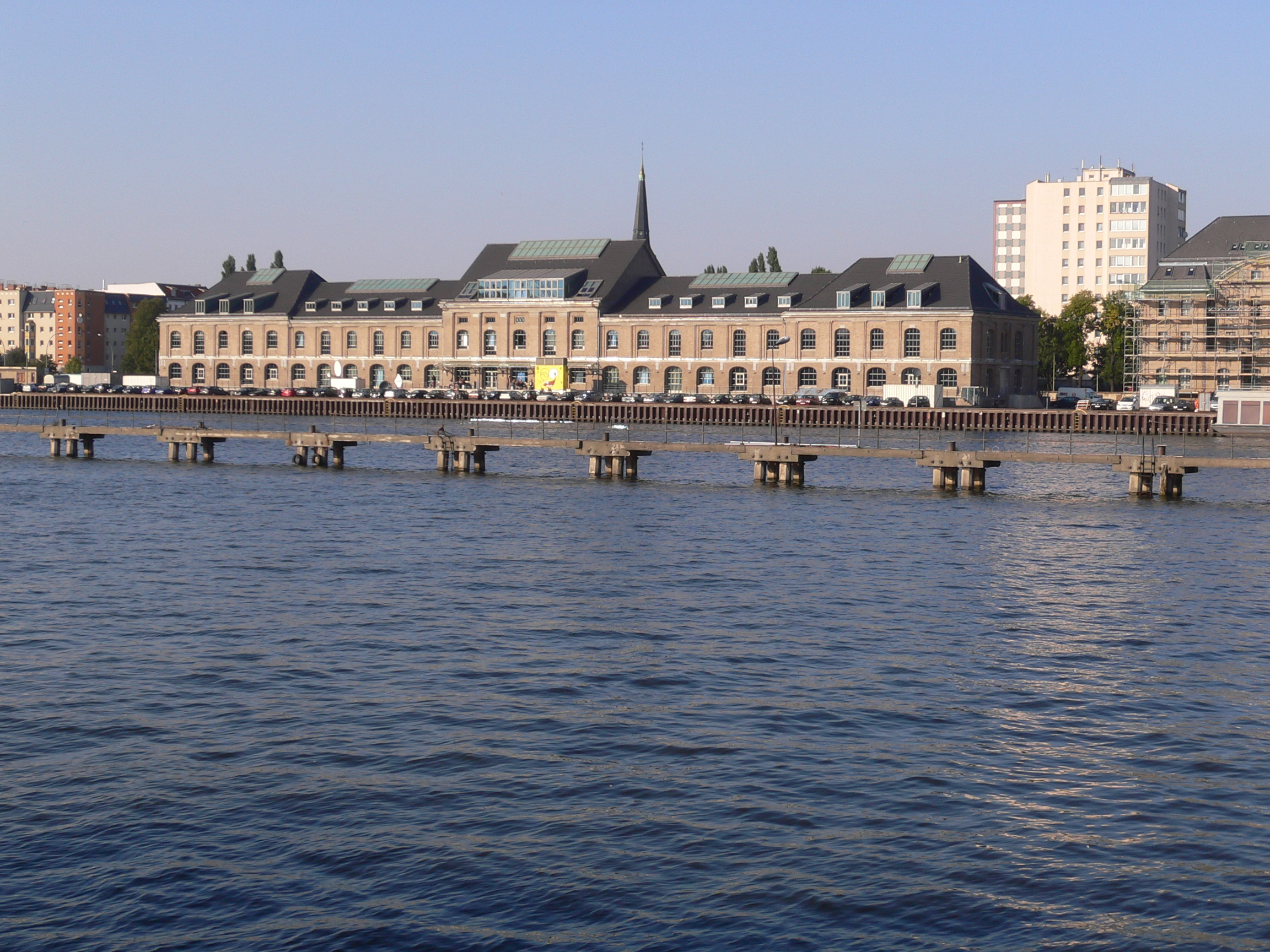
Osthafen

Osthafen är en före detta hamn vid floden Spree i stadsdelen Friedrichshain i Berlin. Idag återfinns här framförallt olika mediabolag.

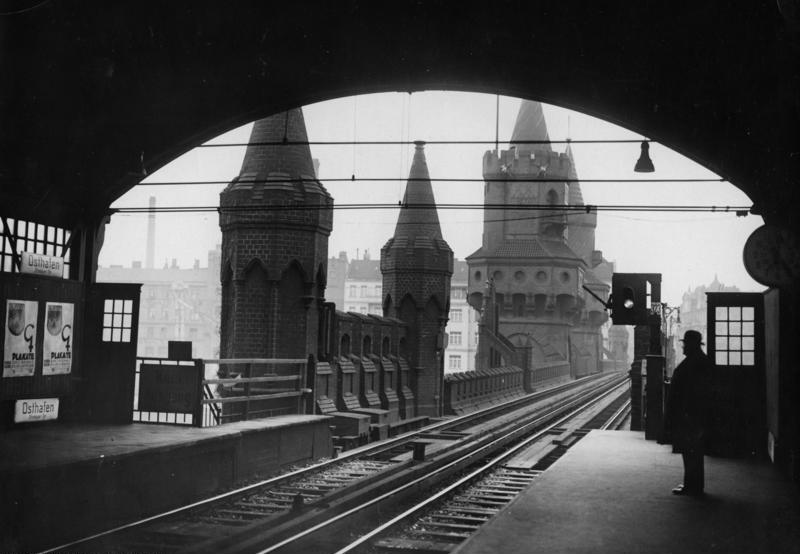
Osthafens högbanestation 1932, vy mot Oberbaumbrücke.

Platsen gav 1924 namn till tunnelbanestationen Osthafen på högbanan. Stationen hade dessförinnan gått under namnet Stralauer Tor. Stationsbyggnaden  bombades i mars 1945 under slutfasen av andra världskriget och byggdes aldrig upp igen; detta är den enda tunnelbanestation som förstördes under kriget som aldrig återställdes, med hänvisning till det korta avståndet till de andra närbelägna stationerna Schlesisches Tor och Warschauer Strasse.